# کول‌تپه الن چالق
کول‌تپه النجارق مربوط به دوره اشکانیان است و در شهرستان میانه، بخش کندوان، روستای النجارق واقع شده و این اثر در تاریخ ۲۸ مرداد ۱۳۴۸ با شمارهٔ ثبت ۸۷۳ به‌عنوان یکی از آثار ملی ایران به ثبت رسیده است.